# 迷路 (小说)
《迷路》是香港科幻作家倪匡1982年的小说，是《原振侠传奇》的第五部。故事以亞洲首富王一恆接到神祕請帖，前往夏威夷赴約，卻發現外星人拿人類靈魂做實驗的事情為主軸。還有醫生之妻子被赴約的阿拉伯酋長的鬼魂上身，描述靈魂迷路的故事。

## 故事大綱

### 神秘的邀請函
世界上六位极其富有的大亨，连续三年都在12月30日收到一封神秘的请柬，邀他们在12月31日晚11时59分去夏威夷群岛中之茂伊島的针尖峰下，届时可以“见到意想不到，又乐于与之见面的人物，和发生意料不到而必然极之乐于发生的事”。香港的首富王一恒是收到請柬的六名大亨之一，他三年都沒有應約，但因好奇心驅使下，他在第三年收到請柬後，查出其餘收到神秘請柬的大亨，並召集他們用視訊开会，但收到請柬的沙地阿拉伯尼格酋长沒有參與會議，原來他已经前往夏威夷茂伊島赴约。王一恆派遣部下跟踪尼格酋长，尼格酋长却在针尖峰下消失得无影无踪。负责调查尼格酋长失踪案的是美国联邦调查局人员温谷上校，他审问了王一恒的部下，亦一无所获。

### 調查尼格酋長的失蹤
这时，同样调查尼格酋长失踪案的黄绢，由美国情报得知了王一恒曾经派人跟踪尼格酋长，她来到香港见王一恒，也找到了已经成为正式医生的原振侠，说服他一同去。两人在王一恒处，王一恒惊艳于黄绢的美丽，立时约请她吃晚饭。原振侠的同事兼朋友陈维如忽然闯入，他是王一恒的外甥，最近以来一直觉得他的妻子徐玉音不是他的妻子了，而是一个阿拉伯男人。他在那天早上发狂杀死了徐玉音，之后无处可躲，才跑到王一恒那里。黄绢让他假扮成自己的护卫，避过等在外面的警察，将他带去了她的使馆。原振侠听了陈维如的叙述，并且找到陈维如存放的，徐玉音死前写下的笔记和剪报，知道陈维如讲的不错，她的确变成了一个阿拉伯人，而且就是尼格酋长。陈维如曾经求助于灵魂学家吕特生，吕特生认为徐玉音是尼格酋长，而通知了温谷上校。当原振侠去取陈维如的皮包时，也遇到了吕特生和温谷上校。三人经过讨论，认为人的灵魂，或者叫做思想记忆组合，是可以与身体分离的。尼格酋长由于不明的原因进入了另一空间，在那里他的思想记忆组合与他的肉体分离 ，灵魂离开了身体之后，又再回到普通空间来，可以说是迷了路，而迷了路的灵魂，找到了徐玉音的身体，因而使她变成了另外一个人。

### 靈魂的迷路
与此同时，黄绢则在王一恒那里，受到了贵宾似的款待，王一恒向她暗示可以抛弃卡尔斯将军，转进他的怀抱。然而黄绢拒绝了王一恒。黄绢回到使馆之后，原振侠、吕特生和温谷上校向她和陈维如讲述了他们的理论。陈维如听到徐玉音的灵魂可能已经在尼格酋长侵入时就死去了，无法承受，他拔出黄绢的手枪自尽了。而本来已有意投靠王一恒的黄绢，在得到徐玉音皮包里尼格酋长写的文件之后，立刻明白，里面的道吉尔酋长国中，所有当权人物的一切隐私，可以让她在阿拉伯世界扶摇直上，而带着文件回到卡尔斯的身边。王一恒屡次企图派人接近黄绢，让他回心转意，都没有成功。

### 太虛幻境
这一年快结束的时候，王一恒再次接到请柬，这一次，他想到请柬让他见到他最想见到的人，做他最想做的事，他决定赴约。当黄绢得知王一恒去赴约时，她立刻决定也去毛夷岛，并且安排原振侠也一道去。在针尖锋下，原振侠和黄绢发现温谷上校也到了，而就在这时候，原振侠忽然意识到黄绢来针尖锋，其实是为了让王一恒看到她。他无法忍受黄绢对他的轻视，愤怒之中跑出了隐蔽的地方，没想到却踏入了本该由王一恒进入的另一空间。在那里他又回到了在暴风雪中与黄绢共度三天的山洞，但他知道那不是真的。在挣扎中，他听到了说话的声音，解释了原来这封请柬是一个实验。这是外星来客对地球人研究之后所做的实验，因为他们发现人类对现实的认识，完全来自于各个感觉器官反映给大脑的信号。因此“真”与“假”可以说是完全唯心的概念。他们在转移一个人的空间的同时，也可以控制他的大脑，输入进虚假的信号，使他看到他想看到的人，做他想做的事。而人的灵魂与身体分离，只有空间转换才能造成。在尼格酋长的实验中，尼格酋长在异空间里由于极度的惊惧而自杀了，他的灵魂才跑出去神秘空間，意外找到了徐玉音，附上醫生之妻子的身体。

### 意外逃過一劫
而空间转换需要极大的能量，因此一年只能做一次。因为原振侠的闯入，王一恒没有去成。不过，他还是毛夷岛的机场见到了黄绢，并且邀请她去他的住所去盘桓两天，后者爽快地答应了，并且登上了他的飞机。

## 情节发展
- 《迷路》里的原振侠已经是一个正式的医生了。他曾经一度退学，但是又重新申请入学，完成最后一年医学院课程之后，又在日本充当了一年的实习医生。他选择了亚洲的一个大城市定居，参加了当地的一所规模宏大的医院工作，并且住在医院的单身医生的宿舍里。这个时候，已经距离第一部《天人》至少有两年的时光了。原振俠系列第六本《靈椅》仍然有女將軍黃娟的登場。所以依照時間順序來看，《迷路》這個故事應該是系列第五本才對。

- 而与此同时，黄绢在卡尔斯将军的国家里，已经稳稳坐牢了二把手的位子，甚至有报导质疑“谁统治著这个非洲国家？ 卡尔斯将军，还是那个神秘的东方女郎？”。她的正式的官衔之一，是军事情报部部长。出场时，她被叫做“黄部长”。之后，她得到了尼格酋长写下的阿拉伯各国之间的隐私，更加摇身变成了卡尔斯将军的等同，全副戎装与卡尔斯将军并肩检阅军队，拥有将军军衔，是全国武装部队的副总司令。从这时起，她就被叫做“黄将军”了。

- 《迷路》里的黄绢依然故我。世界级首富王一恒见了她第一面就惊为天人，从此拜倒石榴裙下。而黄绢对他的诱惑相当感兴趣，她居然可以做到既不离开卡尔斯，又把王一恒驯服得服服贴贴，更把原振侠玩弄于手掌之上。在这一部里，原振侠的性格也逐渐定形。他明知道自己在黄绢心里无足轻重，又被她随意调遣，却依然没有丝毫拒绝黄绢的意愿。这自然成就了他后来有如注册商标的忧郁和无奈的个性。

- 在《迷路》这本书里，又一次出现了那位先生。而这一次，仍不是原振侠见到的，而是醫生同事陈维如。在他去找灵魂学家吕特生的时候，遇到了一个年纪在三四十岁之间，样子充满自信的人。但是那位先生并没有帮助陈维如，而是匆匆离开了。

## 故事中的疑问
- 外星人为什么要选择世界首富做这个实验？看起来它们的实验是无偿的，不需要这些富翁付钱。有钱并不等于最需要快乐，外星人难道也和地球人有一样的偏见，认为富翁才是最重要的人？这当然和很多倪匡的小说有类似的原因。无论小说里的人物多么不在意甚至鄙视财富，却也不能免俗地对富翁多一点重视。
- 外星人需要累计一年才能有足够的能量做一次空间转换，原振侠先跑进结界，结果王一恒就被剩在外面了。既然如此，它们为什么要发出六封请柬呢？万一有两个富豪都动心了，都想来作实验怎么办？
- 在《迷路》這個故事中為了凸顯原振俠的優柔寡斷，與面對情感的割捨不下，女將軍黃娟成了固定班底。不過將之放在原振俠系列第二本。有點太高估黃娟攀爬的速度。或許是《天人》的女主角黃娟給人的印象是一個少女，不太像女將軍。在《靈椅》這個故事中也有黃娟登場。應該將這兩本放在一起當成系列第五本和第六本。或者另外找一個女人來代替黃娟。如果在《迷路》故事中，另外找中共特務組織「十二朵花」中的一朵花來當女主角，譬如只聞其名的王蓮，應該不錯。